# Walckenaeria meruensis
Walckenaeria meruensis är en spindelart som beskrevs av Albert Tullgren 1910. Walckenaeria meruensis ingår i släktet Walckenaeria och familjen täckvävarspindlar.
Artens utbredningsområde är Tanzania. Inga underarter finns listade i Catalogue of Life.